# Méteren
 Méteren là một xã ở tỉnh Nord ở miền bắc nước Pháp. Xã này có diện tích 18,44 km², dân số năm 1999 là 2114 người. Xã nằm ở khu vực có độ cao trung bình 44 mét trên mực nước biển.